# Тан Эньбо
Тан Эньбо́ (кит. трад. 湯恩伯, упр. 汤恩伯, пиньинь Tāng Énbó, палл. Тан Эньбо) — гоминьдановский генерал в Китае. Наряду с Ху Цзуннанем и Сюэ Юэ, Тан был одним из генералов, принимавших участие во Второй японо-китайской войне.

## Биография

### Ранние годы и война с Японией
Родился Тан Эньбо в 1898 году в Уи (провинция Чжэцзян). Он был выпускником военной академии Императорской армии Японии, и поэтому был хорошо знаком с тактикой своего японского противника во время Второй японо-китайской войны. Его сопротивление японским войскам было неэффективным, но это было не из-за него лично, а из-за политической ситуации в Китае: Чан Кайши не отправлял войска на сражения с японскими захватчиками, так как боролся с коммунистами. Любая ограниченность в войсках или боевой технике, давали любому командиру большие трудности в борьбе с превосходящим противником, и Тан Эньбо не стал исключением. Кроме того, в это тяжелое время стратегические планы выглядевшие успешно на бумаге, редко материализовались столь же удачно на поле боя, прежде всего, ввиду того, что местные военачальники были заинтересованы в сохранении своих сил. Тан сделал большой вклад в победу в битве за Тайэрчжуан, он не был в силах остановить японское нападение в 1944 году (Операция «Ити-Го»), потеряв 37 населенных пунктов в течение 36 дней.

### Гражданская война
После Второй мировой войны, Тан Эньбо принимал участие в борьбе против коммунистов. Он был нерешителен из-за первых неудач в Китайской гражданской войне, но вскоре несколько побед убедили его твердо следовать за Чан Кайши и остаться с Гоминьданом. Тан Эньбо передал Чан Кайши информацию о том, что его учитель Чэнь И попросил его обратиться к коммунистам. Чэнь был затем арестован и впоследствии был казнен в Мачандине (Тайбэй) 18 июня 1950 года и был похоронен в Угу (Тайбэй).
Последствиями этих событий стало то, что Тан Эньбо утратил доверие Чана Кайши. Тан готовился бежать в Японию, попросив его приближенных Вана Вэньчэна (王文成) и Лун Цзюляна (龙佐良), чтобы те нашли дом в Японии.

### Смерть
В июле 1949 года Ван Вэньчэн и Лун Цзюлян приобрели особняк в пригороде Токио. 2 февраля 1950 года Рейтер в японских новостях утверждал, что Чан Кайши приобрёл особняк в пригороде Токио для высокопоставленного китайского чиновника. Ходили слухи, что Тан политический враг Гоминьдана. Чан Кайши по этому поводу заявил: «Не удивительно, что наше поражение было таким стремительным, в Шанхае и на юго-восточном побережье, — он (Тан Эньбо) уже был готов бежать!».
Позже Тан Эньбо заболел и был отправлен на лечение. Однако, он погиб в результате операции в Токио. Сообщалось, что в ходе этой операции Тан испытывал невыносимые боли и кричал, несмотря на анестезию. Гоминьдан и КНР заявил, что Тан был убит японскими врачами из-за гибели их родственников в японо-китайской войне.

## Военная карьера
- 1932 год — Генерал, командование 89-й дивизией на Хэнане
- 1937 год — Главнокомандующий Тайюаньской Штаб-квартирой
- 1937—1938 года — Генерал, командование XIII корпуса
- 1937—1938 года — Генерал, командование 20-й армией
- 1938—1940 года — Главнокомандующий 31-й группой армии
- 1944 год — Заместитель Главнокомандующего 1-го фронта
- 1944 год — Заместитель Главнокомандующего 4-го фронта
- 1944—1945 года — Главнокомандующий 3-го фронта
- 1949 год — Главнокомандующий обороны Шанхая